# Пужники (Монастириський район)
Пужники — колишнє село на території України. Розташовувалося на території колишнього Бучацького повіту (за радянщини і до 2020 року — Монастириського району, з 2020 року Чортківського району Тернопільської області). Сусідні населені пункти: Велеснів, Залісся, Садове (раніше називалось Новосілка Коропецька).

## Короткі історичні відомості
Перша згадка про село Пужники датується 1424 роком.
Власником маєтку у 1880 р. був Титус Шавловський.
Кількість мешканців:
- 1841 р. 20 українців[3]
- 1870 р. — 557 ос.,[2]
- 1880 р. — 640 ос.,[2] з них: 55 (8,6 %) українців, 567[4] (88,6 %) поляків, 18 (2,8 %) євреїв;[3] споруджено дерев'яну каплицю РКЦ в селі[5]
- 1882 року посвятили каплицю, яка через кілька була в поганому стані
- 1900 р. — 852 ос.[4] з них: 44 (5,2 %) українців, 790 (92,7 %) поляків, 18 (2.1 %) євреїв.[3]
- 1929 р. — 833 ос.,
- 1939 р.: всього — 1040, з яких 20 (2,0 %) були українцями, 1020 (98,0 %) поляками.[4]

У лютому 1945 року село спалено дотла. Мешканці околиць стверджують: досить часто за часів ІІ-ї Речі Посполитої під час проїзду українців селом на них здійснювались напади зі сторони екзальтованих поляків (кидання камінням, образи, лайка, побиття). Спочатку були поодинокі факти підпалу помешкань як поляками, так і українцями під час ІІ-ї світової, а підпал села вночі з 12 на 13 лютого 1945 р. — «справа» рук НКВД. За даними польських дослідників, значна кількість польських жителів загинула ід час нападу підрозділу УПА під командуванням Петра Хамчука-«Бистрого» вночі з 12 на 13 лютого 1945 р. Їхня кількість, згідно з радянськими документами, становила від 50 до 82 убитих. Список імен жертв, підготовлений на основі спогадів свідків, містить 79 імен. У свою чергу, у звіті УПА йдеться лише про знищення «кільканадцять більшовицьких прислужників».
У червні 1945 року поляки з села були примусово виселені в Опольське воєводство (Польща). 

## Релігія
У селі був костел святого Антонія, католицьке проборство (помешкання ксьондза),

## Освіта
2-класна парафіяльна школа з польською мовою навчання. Парафія РКЦ входила до складу Бучацького деканату РКЦ.
1949 року село було зрівняне із землею.

## Цвинтар
Покинутий цвинтар заріс деревами, чагарниками. Споруджено пам'ятну капличку на місці села.
8 січня 2025 року Міністерство культури та стратегічних комунікацій України видало згоду на ексгумацію жертв у колишніх Пужниках, яка розпочалася 24 квітня. Кількість розкопаних скелетів оцінювалася щонайменше в 42.

## Відомі люди
- Гнатюк Володимир записав у селі кілька байок[3]
- Дзялошинський Михайло — війт села, посол: Райхстаґу Австрійської імперії в 1848—1849 роках, Райхсрату, Галицького Сейму в 1867 році.
- Анеля Кшивонь — уродженка села, репресована «совітами», перша жінка, удостоєна найвищої військової нагороди Польщі — Хреста військової доблесті, Герой Радянського Союзу.
- Артур Целецький  — польський громадський діяч, посол до Галицького Сейму, власник маєтків у Галичині.